# جکسون‌بورو (کارولینای جنوبی)
جکسون‌بورو (به انگلیسی: Jacksonboro) یک منطقهٔ مسکونی در ایالات متحده آمریکا است که در شهرستان کالتون، کارولینای جنوبی واقع شده‌است. جکسون‌بورو ۴۷۸ نفر جمعیت دارد و ۷٫۰۱ متر بالاتر از سطح دریا واقع شده‌است.